# Exhumarea și înmormântarea lui Richard al III-lea

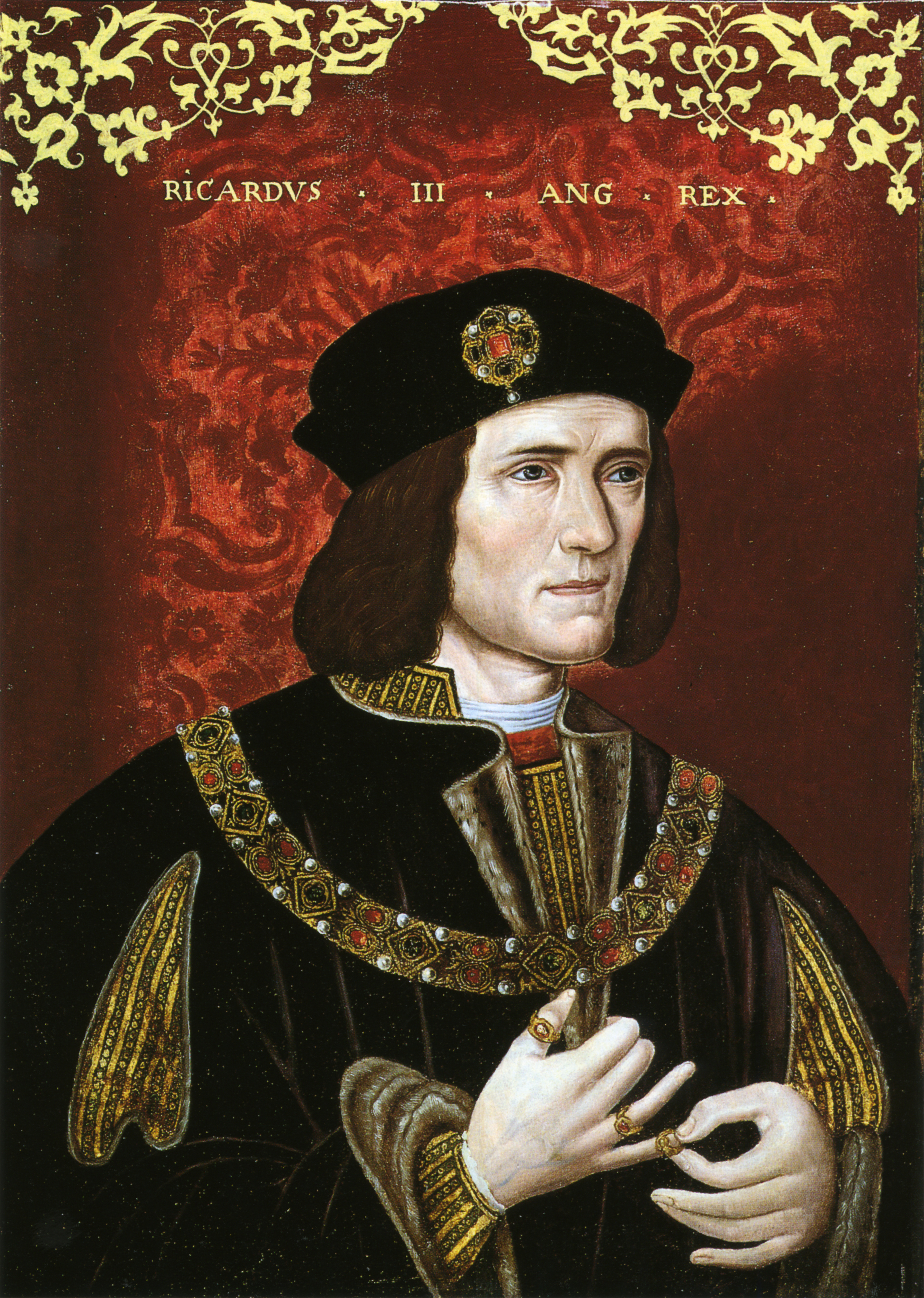
Richard al III-lea, tablou al unui pictor necunoscut de la sfârșitul secolului al XVI-lea. Umărul drept mai înălțat era un semn vizibil al diformității coloanei vertebrale a lui Richard.

Operațiunea de exhumare și reînmormântare a lui Richard al III-lea al Angliei a început cu descoperirea trupului său îngropat în interiorul sitului fostei biserici monahale Greyfriars din Leicester, Anglia, în septembrie 2012. După testări genetice și antropologice extinse, rămășițele lui Richard al III-lea, ultimul rege englez ucis în vreo bătălie, au fost în cele din urmă reînhumate în Catedrala Leicester la 26 martie 2015.
Richard al III-lea, ultimul rege din dinastia Plantagenet, a murit în bătălia de la Bosworth de la 22 august 1485, în timpul Războiului celor Două Roze. Trupul său a fost dus la mănăstirea Greyfriars din Leicester, unde a fost înmormântat într-un mormânt improvizat în interiorul bisericii. După desființarea mănăstirilor din anul 1538, urmată de demolarea mănăstirii, mormântul lui Richard s-a pierdut. Au apărut legende cum că osemintele sale ar fi fost aruncate în râul Soar la podul Bow aflat în apropiere.
Căutarea trupului lui Richard a fost inițiată de Societatea Richard al III-lea care a derulat proiectul intitulat Căutați-l pe Richard (în engleză Looking for Richard) începând din luna august 2012. Săpăturile⁠(en)[traduceți] arheologice au fost conduse de o echipă a Universității de Arheologie din Leicester, în parteneriat cu Consiliul Local Leicester. În chiar prima zi de săpături, a fost descoperit un schelet uman al unui bărbat trecut de treizeci de ani, care prezenta semne de răni grave și avea anumite trăsături fizice neobișnuite, în special o gravă curbură a coloanei vertebrale. A fost exhumat pentru a permite analiza științifică, în contextul căreia s-a găsit că bărbatul fusese probabil ucis fie printr-o lovitură cu o armă tăioasă mare (probabil o halebardă) care i-a retezat partea din spate a craniului și a expus creierul, fie de o împunsătură de sabie care i-a penetrat tot creierul. Mai existau pe schelet și semne ale altor răni care au survenit după moarte, provocate probabil ca formă de răzbunare post-mortem.
Vârsta oaselor la momentul morții se potrivea cu cea la care se știe că a fost ucis Richard; ele au fost datate în preajma anului morții și erau în conformitate cu descrierile fizice ale suveranului. Analiza preliminară a ADN-ului⁠(en)[traduceți] a arătat și că ADN-ul mitocondrial extras din oase se potrivește cu cel a două dintre descendentele matriliniare, una de generația a șaptesprezecea și alta de generația a nouăsprezecea ale surorii lui Richard, Anne de York. Luând în calcul aceste descoperiri, împreună cu alte dovezi istorice, științifice și arheologice, Universitatea din Leicester a anunțat la 4 februarie 2013 concluzia sa finală că scheletul găsit îi aparține lui Richard al III-lea.
Ca o condiție pentru obținerea permisiunii de a dezgropa scheletul, arheologii au acceptat ca, în cazul în care este identificat Richard, osemintele sale să-i fie reînhumate în Catedrala Leicester. Au apărut contestații cu privire la locul de înhumare și s-au propus alte locuri de înmormântare, cum ar fi Catedrala York⁠(en)[traduceți] sau Abația Westminster. În urma unei contestări în instanță, s-a confirmat că nu există temei legal pentru ca un tribunal să se implice într-o astfel de decizie. Reînhumarea a avut loc la Leicester în ziua de 26 martie 2015, cu o slujbă memorială ținută în prezența arhiepiscopului de Canterbury și a altor înalți clerici creștini.

## Moartea lui Richard și prima înmormântare

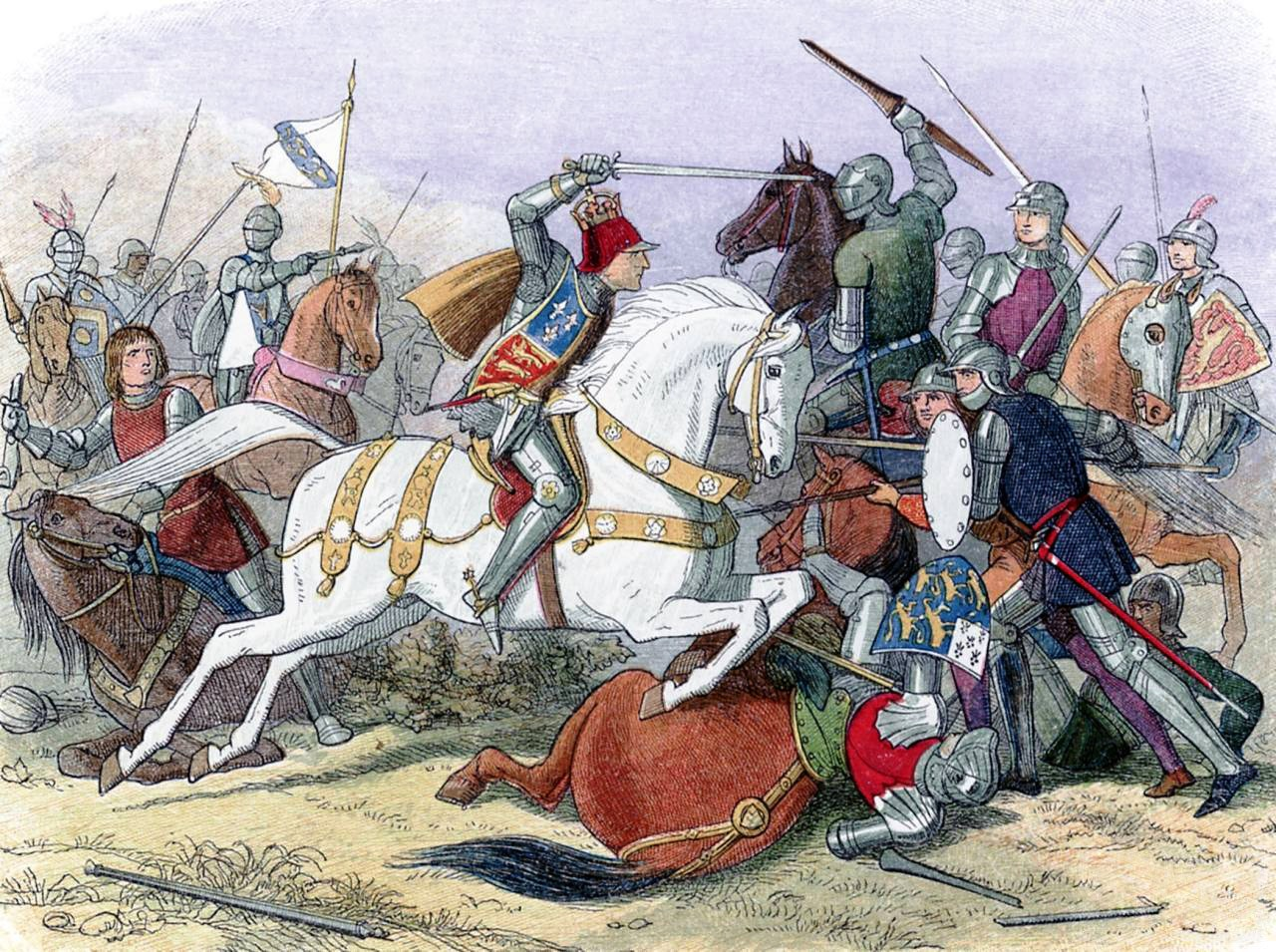
Ilustrare din 1864 a lui Richard al III-lea în bătălia de la Bosworth

Richard a murit luptând împotriva lui Henric Tudor în 1485, în bătălia de la Bosworth, ultima mare bătălie a Războiului celor Două Roze. Poetul galez Guto'r Glyn⁠(en)[traduceți] l-a creditat cu uciderea lui Richard pe Sir Rhys ap Thomas⁠(en)[traduceți], un galez membru al armatei lui Henric, despre care se spune că i-ar fi dat lovitura fatală. După moartea sa, trupul lui Richard a fost dezbrăcat și dus la Leicester unde a fost expus public. Balada Bosworthului, o baladă populară anonimă, afirmă că „în Newarke fuse așezat, ca mulți să-l vază”—posibil cu referire la biserica St Mary in the Newarke, un lăcaș de cult ctitorit de Lancasteri de la marginea Leicesterului medieval. Conform cronicarului Polydore Vergil⁠(en)[traduceți], Henric al VII-lea „a zăbovit două zile” în Leicester înainte de a merge la Londra, și chiar în ziua plecării lui Henric—25 august 1485—trupul lui Richard a fost înmormântat „la mănăstirea de călugări franciscani [sic] din Leicester” fără „solemnitate funerară”. Preotul și anticarul John Rous din Warwickshire scria între 1486 și 1491, că Richard fusese înmormântat „în corul Fraților Minori de la Leicester”. Deși ulterior alți autori au sugerat alte locuri posibile ale înmormântării lui Richard, relatările lui Vergil și Rous au fost considerate de cercetătorii moderni ca fiind cele mai credibile.

### Locul mormântului

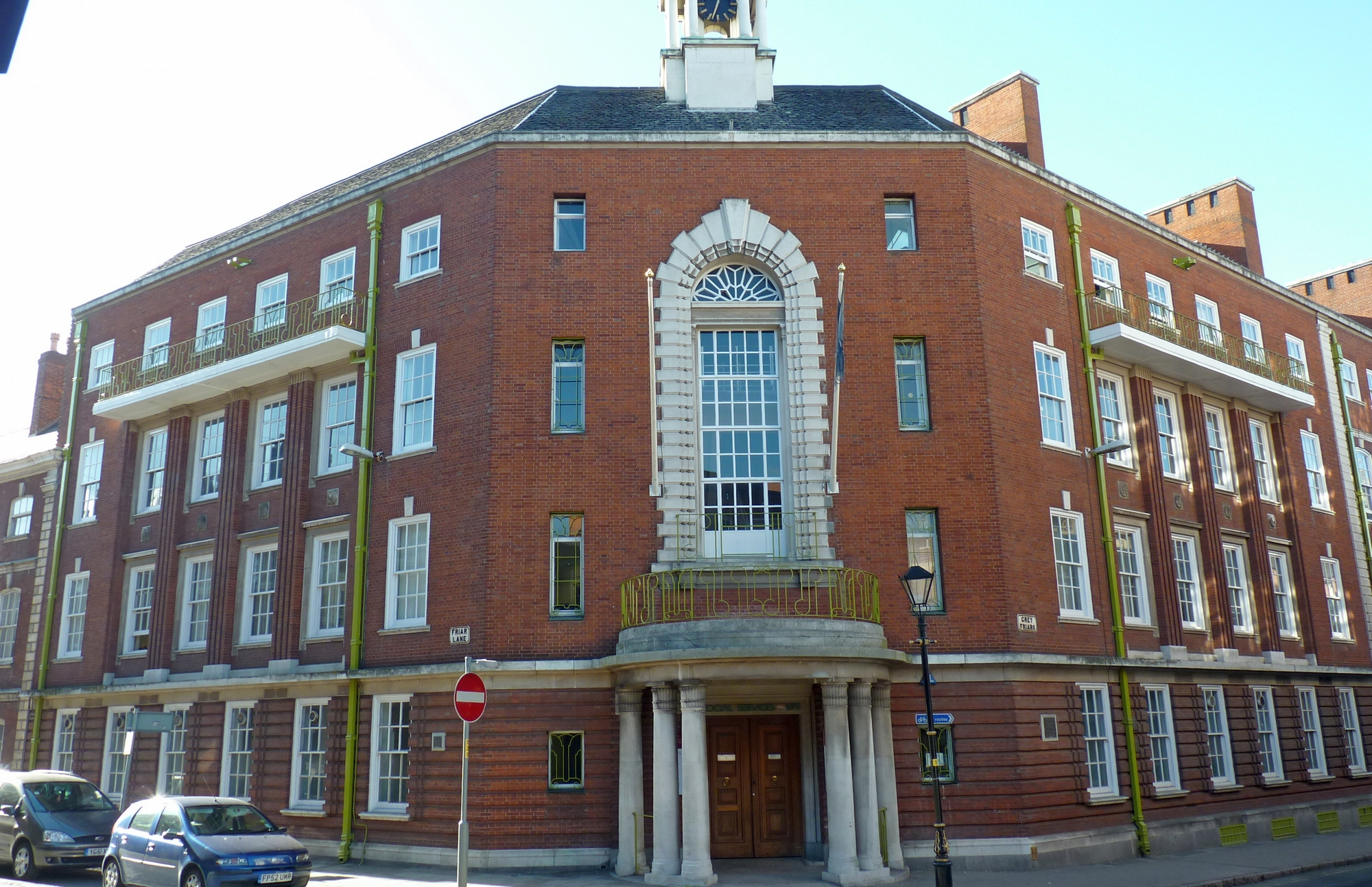
Clădirea Grey Friars nr. 1, aflată pe locul conacului Herrick, sediu al Consiliului Comital Leicestershire între 1936 și 1965

În 1495, la zece ani după înmormântare, Henric al VII-lea a plătit pentru construirea unui monument de marmură și alabastru pentru a marca mormântul lui Richard. Costul edificiului mortuar a fost înregistrat în documentele juridice ale epocii legate de o dispută pe marginea sumei de încasat. Documentele menționează că doi bărbați au primit sumele de 50 de lire și respectiv 10 lire și un șiling pentru a confecționa și transporta piatra de mormânt de la Nottingham la Leicester. Nu s-au păstrat descrieri la prima mână ale monumentului, dar Raphael Holinshed⁠(en)[traduceți] scria în 1577 (poate citând pe cineva care îl văzuse în persoană) că el cuprindea „o pictură de alabastru reprezentând persoana [lui Richard]”. Sir George Buck⁠(en)[traduceți] scria după 40 de ani că era „un frumos mormânt cu marmură de culori diferite împodobit cu chipul său”. Buck consemna și epitaful de pe mormânt.
După desființarea mănăstirii Greyfriars în 1538, când așezământul monahal a fost demolat, monumentul fie a fost distrus, fie s-a deteriorat treptat ca urmare a expunerii la elementele de erodare climaterice și de mediu. Locul pe care fusese mănăstirea a fost vândut către doi speculanți imobiliari din Lincolnshire, și ulterior a ajuns în proprietatea lui Robert Herrick, primarul Leicesterului. El a construit acolo un mare conac aproape de Friary Lane, pe un sit astăzi îngropat sub actuala stradă Grey Friars, și pe restul pământului a amenajat grădini. Deși monumentul lui Richard în mod evident deja dispăruse la vremea aceea, locul mormântului încă mai era cunoscut. Anticarul Christopher Wren (tatăl arhitectului Christopher Wren) consemna că Herrick a ridicat pe locul mormântului un monument sub forma unui stâlp de piatră de circa 1 m înălțime pe care era gravat textul „Aici zace trupul lui Richard al III-lea, odinioară rege al Angliei” Stâlpul se mai vedea în 1612 dar în 1844 dispăruse total.
Cartograful și anticarul John Speed⁠(en)[traduceți] scria în Historie of Great Britaine (1611) că tradiția locală susține că trupul lui Richard a fost „purtat din oraș și aruncat cu dispreț peste capătul podului Bow, care trece peste un braț al râului Soar în vestul  orașului.” Autorii de după el au luat această legendă drept adevărată. În 1856, un constructor local a ridicat o placă memorială în cinstea lui Richard al III-lea lângă podul Bow, pe care scria „Lângă acest loc zac osemintele lui Richard al III-lea, ultimul dintre Plantageneți 1485”. Descoperirea în 1862 a unui schelet în sedimentele râului lângă pod a dus la credința că osemintele lui Richard au fost găsite, dar o analiză mai atentă arată că ele erau mai probabil ale unui bărbat de circa 20 de ani, și deci nu ale lui Richard.
Originile afirmațiilor lui Speed nu sunt clare; el nu le atribuia vreunei surse anume, și nici nu se regăsesc în vreun alt izvor scris la o dată anterioară. Autoarea Audrey Strange sugerează că această relatare ar putea fi o repovestire plină confuzii a profanării din anul 1428 a rămășițelor lui John Wycliffe din Lutterworth - o localitate din apropiere; o gloată i-a ars acestuia oasele și le-a aruncat în râul Swift⁠(en)[traduceți]. Istoricul britanic John Ashdown-Hill, propune ideea că Speed a greșit locul în care se află mormântul lui Richard și a inventat povestea, crezând că acesta lipsește. Dacă Speed ar fi mers pe proprietatea lui Herrick, sigur ar fi văzut stâlpul comemorativ și grădinile, în schimb el scriind că locul era „plin de urzici și buruieni” și că nu există nici urmă de mormântul lui Richard. Harta Leicesterului desenată de Speed, arată Greyfriars în mod incorect acolo unde se aflase înainte Blackfriars, ceea ce sugerează că Speed a căutat mormântul într-un loc greșit.
A mai apărut o altă legendă locală despre presupusul sicriu de piatră al lui Richard, despre care Speed scria că este „acum făcut troacă de băut apă pentru caii unui han de rând”. Se pare că a existat într-adevăr un sicriu, pe care John Evelyn⁠(en)[traduceți] îl consemna într-o vizită făcută în anul 1654 și despre care Celia Fiennes⁠(en)[traduceți] scria în 1700 că văzuse „o bucată din piatra mormântului unde odihnea, care fusese tăiată în forma exactă pentru a fi așezat trupul în ea; ea încă se poate vedea la [hanul] ye Greyhound din Leicester dar este în parte spartă.” William Hutton⁠(en)[traduceți] a găsit în 1758 că sicriul, care „nu a rezistat vicisitudinilor vremii”, era acum păstrat la Hanul White Horse de pe Gallowtree Gate. Deși locul în care se află sicriul nu mai este cunoscut, descrierile lui nu se potrivesc cu stilul sicrielor de la sfârșitul secolului al XV-lea, și este prea puțin probabil să fi avut vreo legătură cu Richard. Mai probabil este ca sicriul să fi fost recuperat de la vreunul dintre așezămintele monastice demolate în „epoca desființării mănăstirilor”.
Conacul lui Herrick, Greyfriars House, a rămas în posesia familiei sale până când strănepotul lui, Samuel, l-a vândut în anul 1711. Proprietatea a fost ulterior parcelată și vândută mai departe în anul 1740; trei ani mai târziu, peste partea vestică a sitului a fost construită artera New Street. Când s-au construit case noi de-a lungul acestei străzi, s-au descoperit numeroase morminte. Peste partea estică a sitului s-a construit în anul 1759 o casă nouă de oraș, cu adresa Friar Lane nr. 17, care încă se mai păstrează. În secolul al XIX-lea, în zonă s-au făcut din ce în ce mai multe construcții edilitare. În 1863, Școala de băieți Alderman Newton⁠(en)[traduceți] a construit săli de cursuri peste o parte a sitului. Vechiul conac al lui Herrick a fost demolat în anul 1871, actuala stradă Grey Friars fiind trasată prin zonă în 1873, construindu-se noi proiecte comerciale, inclusiv Leicester Trustee Savings Bank. În 1915, restul sitului a fost achiziționat de Consiliul Comital Leicestershire, care a construit un nou sediu acolo în perioada anilor 1920 - 1940. Consiliul s-a mutat din acel sediu în 1965 într-unul nou, în locul lui mutându-se Consiliul Local Leicester. Restul sitului, unde fusese odinioară grădina lui Herrick, a fost transformat pe la 1944 într-o parcare pentru angajați, dar acolo nu s-au făcut alte construcții.
În 2007, pe strada Grey Friars a fost demolată o clădire fără etaje din anii 1950. Aceasta a dat arheologilor ocazia să efectueze săpături pentru a vedea dacă s-au mai păstrat urme ale mănăstirii medievale. Au fost dezgropate foarte puține vestigii, cea mai importantă descoperire fiind un capac de sicriu de piatră post-medieval. Rezultatele săpăturilor au sugerat însă că ruinele mănăstirii sunt îngropate undeva mai la vest decât se credea.

## ProiectulCăutarea lui Richard

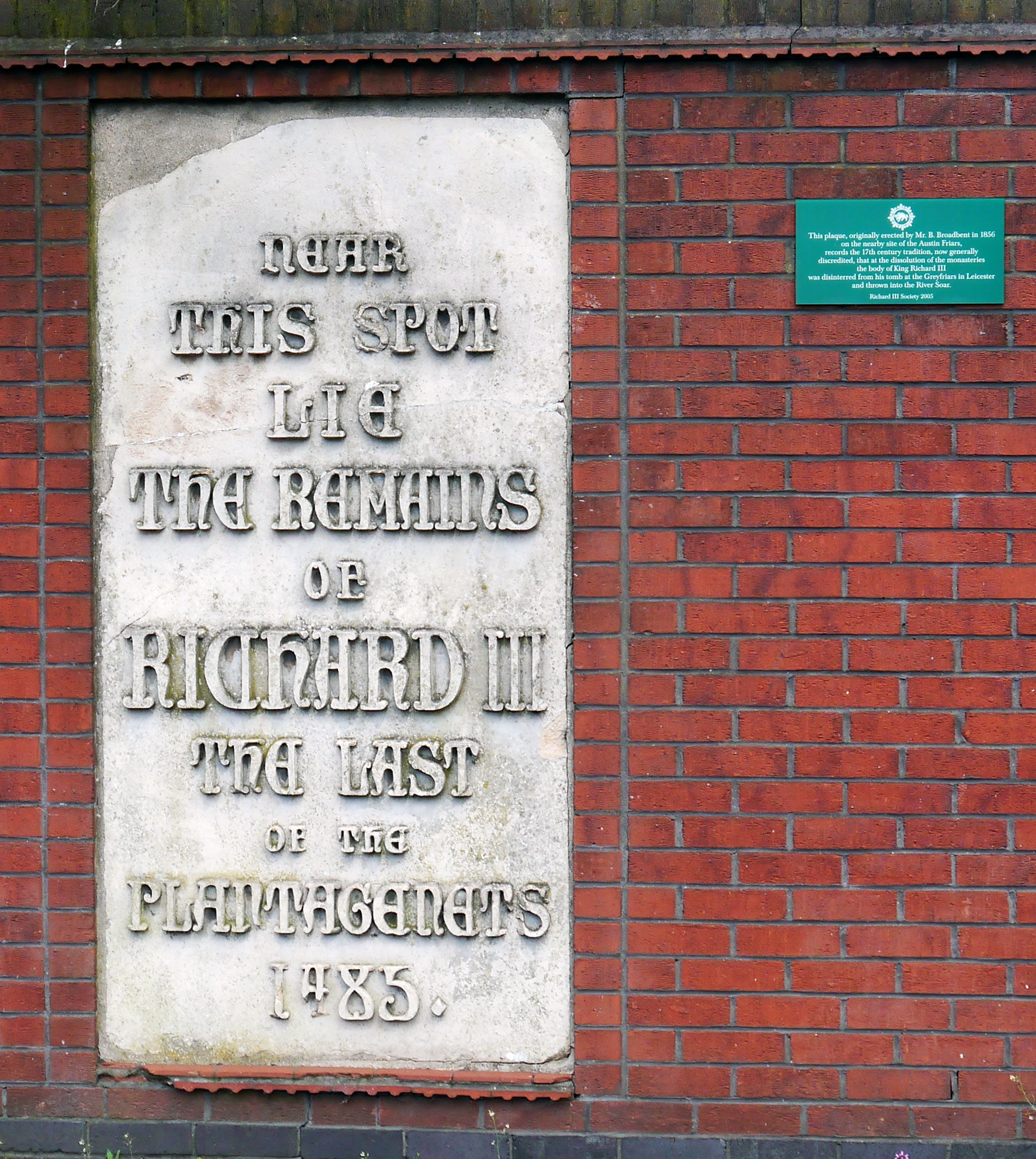
Plachetele de pe podul Bow din Leicester, care relatează legenda cum că osemintele lui Richard ar fi fost aruncate în râul Soar. Placa mai mică a fost instalată în 2005 de Societatea Richard al III-lea pentru a dezminți afirmația de pe placa mai mare, instalată în 1856.

Locul osemintelor lui Richard al III-lea a fost de multă vreme subiect de interes pentru membrii Societății Richard al III-lea, grup al cărui scop era reabilitarea reputației distruse a regelui. În 1975, în revista Societății, The Ricardian, Audrey Strange a publicat un articol în care sugera că rămășițele sunt îngropate sub parcarea Consiliului Local Leicester. Afirmația a fost apoi repetată în 1986, când istoricul David Baldwin⁠(en)[traduceți] a avansat ideea că rămășițele încă se mai află în zona Greyfriars. El specula că „se poate (dar acum e puțin probabil) ca la un moment dat în secolul al XXI-lea cineva care sapă acolo să dea peste ultimele rămășițe ale celebrului monarh.” În 2004 și 2005, John Ashdown-Hill a găsit doi descendenți matriliniari de a 17-a generație ai surorii lui Richard al III-lea, Anne de York. Din ce știa despre organizarea mănăstirilor franciscane, el a tras și concluzia că ruinele bisericii mănăstirii Greyfriars sunt foarte probabil sub parcare și că peste ele nu se construise nimic.
Deși a rămas interesată să discute posibile locații ale mormântului regelui, Societatea Richard al III-lea nu a căutat activ rămășițele lui Richard. Individual, unii membri au propus linii posibile de investigare, dar nici Universitatea din Leicester și nici istoricii și arheologii locali nu s-au arătat interesați de idee, probabil pentru că se credea că peste mormânt se făcuseră construcții sau că scheletul a fost împrăștiat, după cum sugera relatarea lui John Speed.
În 2004 și 2005, Philippa Langley⁠(en)[traduceți], secretara Filialei Scoțiene a Societății Richard al III-lea, a făcut personal cercetări în Leicester în legătură cu un film biografic despre Richard al III-lea. Ea a devenit convinsă că parcarea este locul-cheie ce trebuie cercetat și l-a contactat pe Ashdown-Hill după ce a aflat despre cercetările lui în domeniul geneticii. La cererea ei, acesta a discutat la rândul său cu producătorii emisiunii TV pe teme arheologice Time Team de la Channel 4⁠(en)[traduceți] pentru a le propune săpături în parcare, dar aceștia au refuzat să se implice întrucât săpăturile ar fi durat mai mult decât fereastra standard de trei zile pentru proiectele Time Team. Trei ani mai târziu, o altă autoare, Annette Carson, a ajuns și ea, independent, la concluzia că osemintele se află probabil sub parcare, și a afirmat aceasta în cartea sa Richard III: The Maligned King (2008). Ea s-a alăturat lui Langley și lui Ashdown-Hill pentru alte cercetări, în cursul cărora a găsit ceea ce considera că este dovada decisivă—o hartă medievală a Leicesterului în care biserica Greyfriars apare la capătul nordic al actualei parcări.
În februarie 2009, Langley, Carson și Ashdown-Hill au luat legătura cu doi membri ai Societății Richard al III-lea—dr. David Johnson și soția sa, Wendy—împreună cu care au lansat un proiect cu titlul de lucru Căutarea lui Richard: În căutarea unui rege (în engleză Looking for Richard: In Search of a King), pe care Langley și-l imagina ca „o emisiune TV specială de referință”. Premisa era căutarea mormântului lui Richard „și în același timp spunerea adevăratei sale povești”, cu un obiectiv „de a căuta, recupera și reînhuma rămășițele pământești cu onoarea, demnitatea și respectul care i-au fost atât de evident refuzate după moartea sa în bătălia de la Bosworth.”
Proiectul a dobândit susținerea mai multor parteneri importanți—Consiliul Local Leicester, Leicester Promotions (organizație de promovare a orașului ca destinație turistică), Universitatea din Leicester, Catedrala Leicester, Darlow Smithson Productions (care urma să producă emisiunile TV) și Societatea Richard al III-lea. Finanțarea fazei inițiale de cercetare dinaintea săpăturilor au provenit din fondul bursier al Societății Richard al III-lea și de la membrii proiectului Căutarea lui Richard, Leicester Promotions acceptând să suporte costurile săpăturilor, de 35.000 de lire. Serviciul Arheologic al Universității din Leicester — organism independent cu sediul în cadrul universității — a fost selectat drept executant al lucrărilor arheologice ale proiectului.

## Proiectul și săpăturile de la Greyfriars

Situl arheologic Greyfriars, suprapus peste o hartă modernă a zonei. Scheletul lui Richard al III-lea a fost recuperat în septembrie 2012 din centrul corului, în dreptul punctului celui mic.

În martie 2011, a început o evaluare a sitului Greyfriars pentru a identifica locul unde s-a aflat mănăstirea, și pentru a afla care este terenul cel mai propice săpăturilor. Mai întâi s-a efectuat o evaluare de birou pentru a determina viabilitatea arheologică a sitului, urmată de un studiu topografic efectuat în august 2011 cu georadar⁠(en)[traduceți]. Rezultatele georadarului au fost neconcludente; nu au fost identificate urme clare de clădiri din cauza unui strat de pământ răscolit și de resturi din demolări aflat chiar sub suprafață. Studiul topografic a fost însă util prin aceea că a identificat utilitățile ce traversau situl, cum ar fi conducte și cabluri subterane.
Au fost identificate trei posibile situri pentru săpături: parcarea pentru angajați a Serviciului Social de pe lângă Consiliul Local Leicester, locul de joacă neutilizat al fostei școli Alderman Newton și o parcare publică de pe New Street. S-a luat hotărârea de a deschide două șanțuri de săpături în parcarea Serviciului Social, cu opțiunea de a mai deschide un al treilea la locul de joacă. Deoarece peste mare parte din situl Greyfriars se făcuseră construcții de-a lungul anilor, doar șaptesprezece procente din fosta sa arie mai era disponibilă pentru excavațiuni; din cauza limitărilor financiare aria de investigat a fost limitată la doar 1% din sit.
Propunerea de săpături a fost anunțată în numărul din iunie 2012 al revistei Societății Richard al III-lea, Ricardian Bulletin, dar după o lună, principalii sponsori s-au retras, lăsând proiectul subfinanțat cu 10.000 de lire; s-a lansat o colectă publică și în doar două săptămâni s-au strâns 13.000 de lire de la membrii mai multor asociații de ricardieni. La 24 august s-a ținut la Leicester o conferință de presă în care s-a anunțat începerea lucrărilor. Arheologul Richard Buckley a recunoscut că proiectul are șanse mici de izbândă: „nu știm exact nici unde se află biserica, cu atât mai puțin unde este mormântul.” Anterior, el îi spusese lui Langley că șansele erau „în cel mai bun caz fifty-fifty pentru biserică, și cel mult 10% pentru găsirea mormântului.”
Săpăturile au început a doua zi cu un șanț de 1,6 m lățime și 30 m lungime, pe o direcție aproximativ nord-sud. A fost înlăturat un strat de dărâmături moderne până s-a ajuns la nivelul fostei mănăstiri. La 5 m de capătul nordic al șanțului, la o adâncime de circa 1,5 m, s-au găsit două oase umane de la picior, ceea ce sugerau un mormânt neprofanat. Oasele au fost temporar acoperite pentru a le proteja cât timp continuă săpăturile de-a lungul șanțului. A doua zi, puțin mai la sud-vest, a fost săpat un al doilea șanț, paralel cu primul. De-a lungul zilelor următoare, s-au descoperit dovezi ale unei serii de ziduri și încăperi medievale, ceea ce a permis arheologilor să identifice cu precizie zona mănăstirii. A devenit clar că oasele găsite în prima zi se aflau înăuntrul părții estice a bisericii, posibil corul, unde se spune că ar fi fost înmormântat Richard. La 31 august, Universitatea din Leicester a cerut Ministerului de Justiție o licență de exhumare a până la șase seturi de rămășițe umane. Pentru a limita spațiul de căutare, s-a stabilit să se exhumeze doar rămășițele de bărbați puțin trecuți de treizeci de ani îngropați în biserică.
Oasele descoperite la 25 august au fost expuse vederii la 4 septembrie, iar de-a lungul următoarelor două zile a fost îndepărtat și mai mult sol. Labele picioarelor lipseau, iar craniul a fost găsit într-o poziție neobișnuită, proprită, indicând că trupul a fost pus într-un mormânt puțin prea mic pentru el. Coloana vertebrală era curbată în formă de S. Nu s-a găsit vreo urmă de sicriu; poziția scheletului sugera că trupul ar fi fost învelit într-un giulgiu, dar apoi că a fost așezat în grabă în mormânt și îngropat acolo. Imediat ce oasele au fost ridicate de la sol, sub vertebre a fost găsită o bucată ruginită de fier. Mâinile scheletului erau într-o poziție neobișnuită, încrucișate peste șoldul drept, sugerând că la data înmormântării erau legate una de alta, deși acest fapt nu a putut fi stabilit cu certitudine. După exhumare, au continuat lucrările în șanțuri timp de o săptămână, după care situl a fost acoperit cu sol pentru a-l proteja de deteriorare, și apoi reasfaltat pentru a readuce parcarea și locul de joacă la starea anterioară.

## Analiza descoperirilor

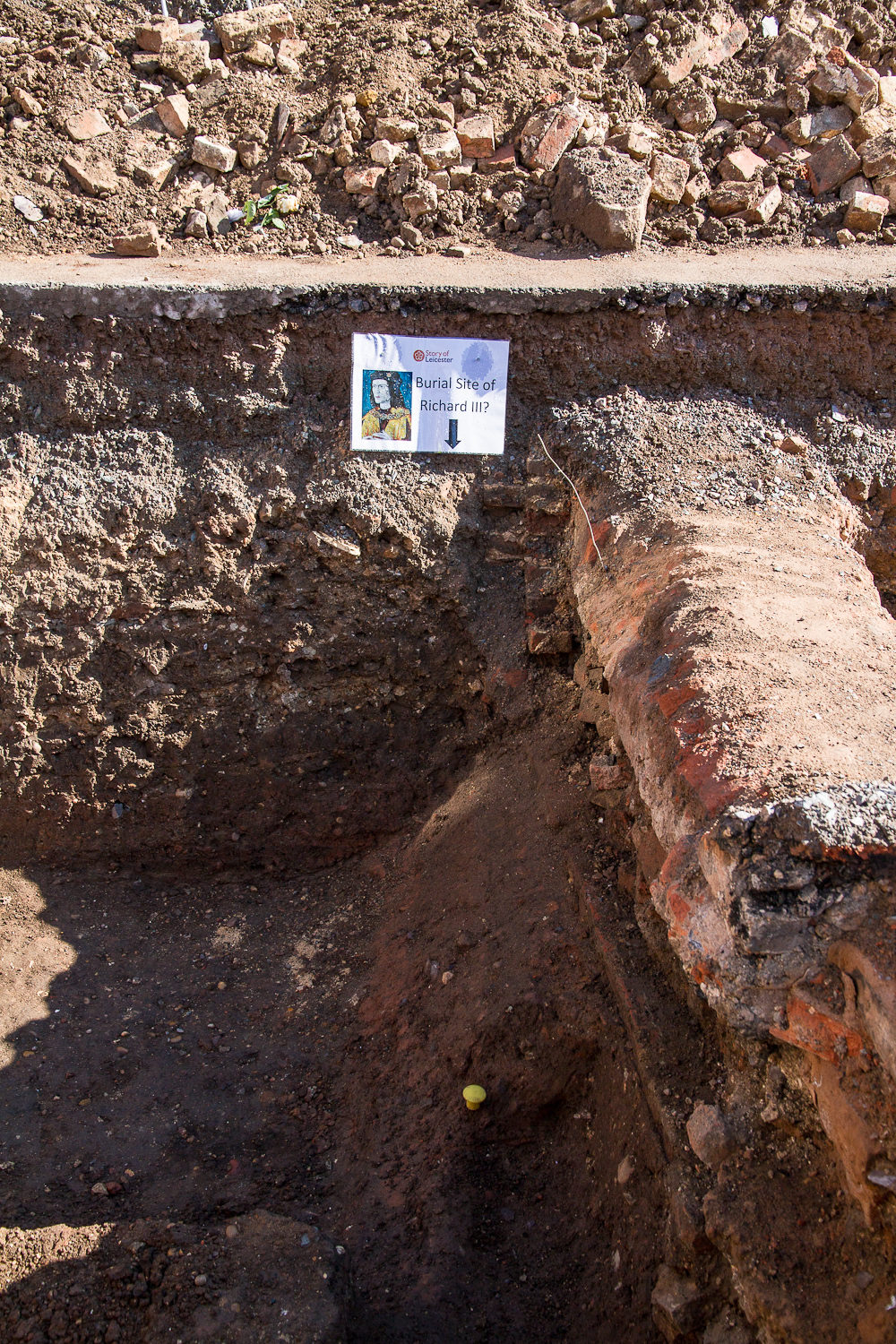
Locul mormântului lui Richard al III-lea, lângă un zid din corul fostei biserici a mănăstirii Greyfriars

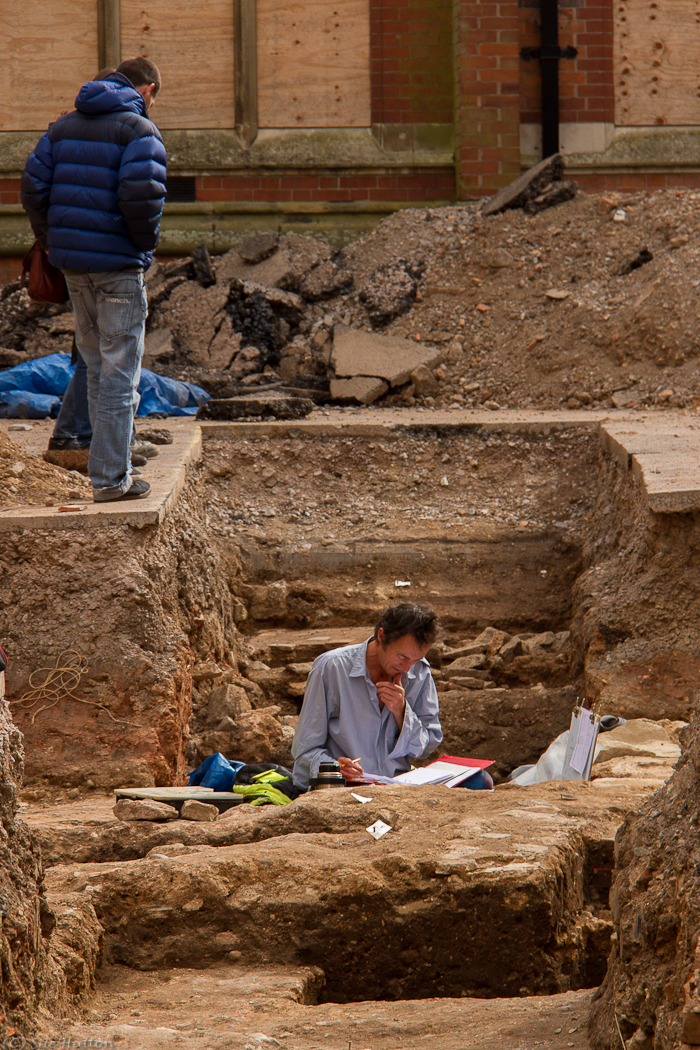
Arheologii ce lucrau în șanțurile din locul de joacă al fostei școli Alderman Newton, de pe locul Bisericii Greyfriars, în septembrie 2012

La 12 septembrie, Universitatea din Leicester a anunțat că rămășițele umane sunt un posibil candidat la a fi osemintele lui Richard, dar a pus accent pe circumspecție. Existau o serie de indicii pozitive: trupul era al unui bărbat adult; fusese îngropat sub corul bisericii; suferea de o gravă scolioză a coloanei vertebrale, care poate ar fi făcut ca în timpul vieții un umăr să-i fi stat mai sus ca celălalt. Un obiect ce părea a fi un cap de săgeată a fost găsit sub coloana vertebrală, iar craniul prezenta semne de răni grave.

### Probele ADN
După exhumare, accentul s-a mutat de la săpăturile arheologice la analiza de laborator a oaselor găsite. Existau câteva linii de cercetare: Ashdown-Hill efectuase anterior cercetări genealogice pentru a găsi descendenți pe linie pur maternă ai lui Anne de York, sora mai mare a lui Richard, a cărei linie de descendență matriliniară există încă, prin fiica ei Anne St Leger⁠(en)[traduceți]. Cercetătorul Kevin Schürer⁠(en)[traduceți] a găsit o a doua persoană din aceeași linie genealogică.
Cercetările lui Ashdown-Hill au venit ca urmare a unei încercări efectuate în 2003 de a găsi secvența ADN a surorii lui Richard, Margareta, pentru a identifica oasele din mormântul ei, o biserică monastică franciscană din Mechelen, Belgia. El a încercat la început să extragă o secvență de ADN mitocondrial dintr-un fir de păr al lui Edward al IV-lea conservată la Muzeul Ashmolean⁠(en)[traduceți] din Oxford. Tentativa nu a reușit din cauza degradării ADN-ului. Ashdown-Hill a recurs în schimb la cercetările genealogice pentru a identifica o descendentă pe linie pur feminină a lui Cecily Neville, mama lui Richard. După doi ani de muncă, el a găsit că o femeie de origine britanică emigrată în Canada după al Doilea Război Mondial, Joy Ibsen (născută Brown), era descendentă directă a surorii lui Richard, Anne de York (și deci strănepoată de frate la a 16-a generație a lui Richard). ADN-ul mitocondrial al lui Ibsen a fost analizat și testat ca aparținând haplogrupului J de ADN mitocondrial⁠(en)[traduceți], care, prin deducție, trebuia să fie și haplogrupul de ADN mitocondrial al lui Richard. ADN-ul mitocondrial obținut de la Ibsen dovedea că oasele de la Mechelen nu erau cele ale lui Margaret.
Joy Ibsen, ziaristă pensionară, a murit în 2008, având trei copii: Michael, Jeff și Leslie. La 24 august 2012, fiul ei, Michael Ibsen (născut în Canada în 1957, producător de mobilă astăzi activ la Londra), a dat echipei de cercetare o probă de ADN prin tușeu bucal pentru a o compara cu probe ale rămășițelor umane găsite în urma săpăturilor. Analiștii au găsit că ADN-ul mitocondrial al scheletului exhumat se potrivește cu cel al lui Michael Ibsen și cu cel al celuilalt descendent pe linie direct maternă, având în comun o secvență de ADN mitocondrial relativ rară, haplogrupul J1c2c de ADN mitocondrial.
Cealaltă rudă pe linie pur maternă a lui Richard al III-lea, care între timp a fost identificată ca fiind neozeelandeza Wendy Duldig, este o urmașă de a 19-a generație a lui Anne de York; liniile lor de descendență pur maternă s-au separat de la nepoata lui Anne, Catherine Manners. ADN-ul ei mitocondrial se potrivește perfect cu excepția unei singure mutații.
În ciuda ADN-ului mitocondrial comun, geneticianul Turi King a continuat să caute o legătură și prin ADN-ul cromozomului Y, transmis pe linie paternă, comparându-l cu descendenții lui Ioan de Gaunt, Primul Duce de Lancaster. Au fost identificați patru urmași pe linie pur paternă ai lui Gaunt și rezultatele testelor lor s-au potrivit între ele. ADN-ul cromozomului Y din schelet era oarecum degradat, dar s-a dovedit că nu se potrivește cu niciuna dintre aceste rude pe linie pur paternă, ceea ce sugerează un eveniment de falsă paternitate⁠(en)[traduceți] ce ar fi avut loc undeva în cele 19 generații dintre Richard al III-lea și Henry Somerset, al 5-lea Duce de Beaufort⁠(en)[traduceți]; cercetările lui Turi King și ale altora au arătat că rata istorică de falsă paternitate este de circa 1–2% pe generație.

### Oasele
O examinare osteologică a oaselor au arătat că sunt în general în stare bună și în mare parte complete, cu excepția lipsei labelor picioarelor, care s-ar putea să fi fost distruse de niște lucrări de construcție din epoca victoriană. A fost imediat evident că trupul a suferit răni majore, și alte dovezi ale acestora au fost găsite după ce scheletul a fost curățat. Craniul prezintă semne ale două răni mortale; baza părții din spate a craniului fusese complet retezată cu o armă tăioasă, ceea ce ar fi expus creierul, și o altă armă tăioasă pătrunsese prin dreapta craniului și se lovise de interiorul părții stângi, penetrând creierul. În alte locuri pe craniu, o lovitură cu o armă ascuțită pătrunsese prin creștetul capului. Arme tăioase scoseseră așchii din craniu și îndepărtaseră straturi de os, fără însă a-l penetra. Alte găuri din craniu și din mandibulă au fost găsite a fi cauzate de răni de pumnal pe bărbie și pe obraz. Multiplele răni de pe craniul regelui indicau că el nu-și mai purta coiful, pe care fie și l-a scos, fie și l-a pierdut după ce calul i s-a împotmolit în mlaștină. Una dintre coastele sale drepte fusese tăiată de pătrunderea unui obiect ascuțit, și la fel și pelvisul. Nu existau urme ale brațului ofilit de care suferea personajul din piesa lui William Shakespeare Richard al III-lea.
Luate împreună, rănile par a fi o combinație de răni provenite din luptă, care erau cauza morții, urmate de răni post-mortem produse asupra cadavrului probabil pentru a-l umili. Rănile de pe corp arată că trupul fusese dezbrăcat de armură, întrucât locul unde era înjunghiat pe trunchi ar fi fost în mod normal protejat de o platoșă, iar pelvisul ar fi fost apărat de armură. Rănile au fost produse din spate, pe spinare și pe fese în timp ce ele erau expuse, ceea ce se potrivește cu descrierile contemporane că trupul lui Richard a fost dezbrăcat și legat peste un cal, cu picioarele și brațele atârnând de cele două părți. S-ar putea să mai fi fost și alte răni ale țesutului moale, dar care nu sunt evidente din analiza oaselor.
Rănile la cap se potrivesc cu o poezie scrisă la 1485 de Guto'r Glyn în care un cavaler galez, Sir Rhys ap Thomas, l-ar fi ucis pe Richard și ar fi „jupuit capul mistrețului”. S-a crezut că aceasta era o descriere figurativă a decapitării lui Richard, dar era clar că scheletul avea capul în continuare atașat. Descrierea lui Guto ar putea fi însă o descriere literală a rănilor suferite de Richard, loviturile primite în cap retezându-i mare parte din scalp și din păr, împreună cu osul craniului. Alte izvoare contemporane fac referire explicit la rănile la cap și la armele cu care a fost omorât Richard; cronicarul francez Jean Molinet⁠(en)[traduceți] scria că „unul din galezi a venit apoi după el și la omorât lovindu-l cu o halebardă”, iar Balada lui Lady Bessie consemna că „i-au lovit coiful de cap până i-a ieșit creierul cu sânge.” Asemenea relatări se potrivesc cu siguranță distrugerilor produse craniului.
Curbura laterală a coloanei vertebrale a fost evidentă încă de la excavarea scheletului. Ea a fost atribuită unei scolioze declanșate în adolescență. Deși era probabil vizibilă prin aceea că îi făcea umărul drept să fie mai ridicat decât cel stâng și făcându-l să pară mai scund, ea nu împiedica un stil de viață activ și nu l-ar fi făcut cocoșat. Oasele sunt cele ale unui bărbat de 30–34 de ani, conform așteptărilor, întrucât Richard avea 32 de ani la momentul morții.

### Datarea cu radiocarbon și alte analize științifice
Datarea cu radiocarbon a relevat vârsta oaselor și a arătat că ele sunt din perioada 1430–1460 și între 1412–1449—ambele prea devreme pentru a se potrivi cu data decesului lui Richard în 1485. Spectrometria de masă efectuată asupra oaselor a arătat însă că acesta consumase mult pește, despre care se știe că face ca datarea cu radiocarbon să dea rezultate ce par mai vechi decât în realitate. O analiză bayesiană a arătat că există o probabilitate de 68,2% ca data reală a oaselor să fie între 1475 și 1530, crescând la 95,4% pentru intervalul 1450–1540. Deși ea însăși nu este suficientă pentru a dovedi că scheletul îi aparține lui Richard, rezultatul a fost în conformitate cu data decesului. Spectrometria de masă care indică un regim alimentar bogat în pește a fost confirmată și de o analiză a izotopilor efectuată pe doi dinți, un femur și o coastă. Din analiza izotopilor de carbon, azot și oxigen de pe dinți și din oase, cercetătorii au concluzionat că regimul său consta mai ales din pește de apă dulce și păsări exotice ca lebădă, barză și egretă, și vaste cantități de vin — toate fiind foarte scumpe pe piața alimentelor de lux. O analiză atentă a solului aflat imediat sub schelet a arătat că organismul era infestat cu nematode la momentul morții.
Sub vertebre, săpătorii au găsit un obiect de metal și s-a speculat că acesta ar fi fost un cap de săgeată ce se înfipsese în spatele lui Richard. O analiză cu raze X a arătat că de fapt era un cui, probabil din perioada romano-britanică, ce se afla din întâmplare în solul aflat imediat sub mormânt, sau în cel perturbat cu ocazia săpării mormântului, și că nu are nicio legătură cu corpul.

## Identificarea lui Richard al III-lea și alte descoperiri
La 4 februarie 2013, Universitatea din Leicester a confirmat că scheletul este cel al lui Richard al III-lea. Identificarea s-a bazat pe probele de ADN mitocondrial, pe analiza solului, pe testele dentare și pe caracteristicile fizice ale scheletului, care se potriveau cu relatările contemporane despre aspectul lui Richard. Osteoarheologul Jo Appleby a comentat: „scheletul are mai multe trăsături neobișnuite: constituția zveltă, scolioza și rănile din luptă. Toate acestea corespund informațiilor pe care le avem despre cum arăta Richard al III-lea și despre circumstanțele morții lui.”
Caroline Wilkinson⁠(en)[traduceți], profesor de identificare craniofacială la Universitatea din Dundee⁠(en)[traduceți], a condus proiectul de reconstrucție a feței, proiect comandat de societatea Richard al III-lea. La 11 februarie 2014, Universitatea din Leicester a anunțat un proiect, condus de Turi King, de secvențiere a întregului genom al lui Richard al III-lea și al lui Michael Ibsen—descendent pe linie direct feminină a surorii lui Richard, Anne de York – al cărui ADN mitocondrial a confirmat identificarea rămășițelor găsite. Richard al III-lea este astfel prima persoană din vechime a cărei identitate istorică este cunoscută și al cărui genom a fost complet secvențiat. Un studiu publicat în numărul din decembrie 2014 al revistei Nature a confirmat o potrivire perfectă la nivelul întregului genom mitocondrial între scheletul lui Richard și genomul mitocondrial al lui Michael Ibsen, precum și una aproape perfectă între Richard și cealaltă rudă confirmată în viață. ADN-ul cromozomului Y însă, moștenit pe linie paternă, nu a găsit nicio legătură cu alte cinci rude în viață, găsite prin metode genealogice, ceea ce indică faptul că în generațiile dintre Richard și aceste persoane a existat cel puțin un eveniment de falsă paternitate. Una dintre aceste cinci persoane a fost găsită a nu fi înrudită cu celelalte patru, ceea ce sugerează că un alt eveniment de falsă paternitate a avut loc în cele patru generații care le separă.
Povestea săpăturilor și cercetărilor științifice ulterioare a fost relatată într-un documentar produs de Channel 4, Richard III: The King in the Car Park, difuzat la 4 februarie 2013. Postul de televiziune a avut mare succes la rating cu acest film, care a fost urmărit de până la 4,9 milioane de telespectatori, și a câștigat un premiu al Societății Regale de Televiziune. Channel 4 a difuzat ulterior, la 27 februarie 2014, și un documentar-continuare, Richard III: The Untold Story, care detalia analizele științifică și arheologică ce au dus la identificarea scheletului ca aparținând lui Richard al III-lea.

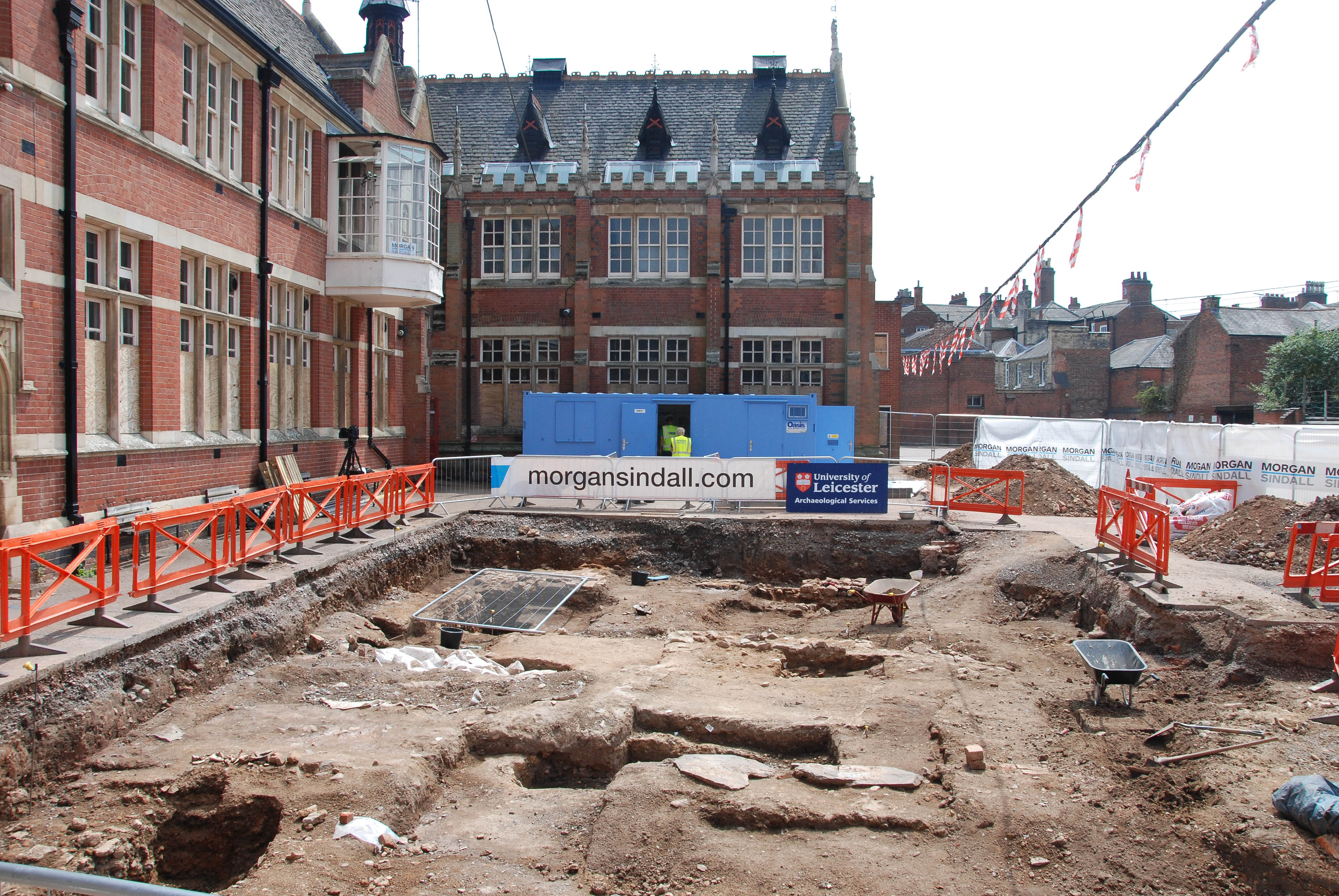
Săpăturile din iulie 2013, care au descoperit și alte lucruri la Greyfriars și în urma cărora s-au exhumat și alte schelete

Situl a fost redeschis în iulie 2013 pentru a afla mai multe despre biserica mănăstirii, înaintea unor lucrări de construcție la clădirea nefolosită a fostei școli de alături. Într-un proiect cofinanțat de Consiliul Local Leicester și de Universitatea din Leicester, s-au efectuat săpături într-un singur șanț de o suprafață dublă față de cea din 2012. El a reușit să expună întreg situl prezbiteriului și corurilor de la Greyfriars, confirmând ipotezele anterioare ale arheologilor despre dispunerea capătului estic al bisericii. Trei morminte identificate, dar nu excavate în proiectul din 2012, au fost abordate de la zero. Într-un caz se folosise un sicriu de lemn într-un mormânt bine săpat, și un al doilea mormânt cu sicriu de lemn a fost găsit sub și transversal între cor și prezbiteriu; poziția sa sugerează că predatează biserica.
Un sicriu de piatră găsit în urma săpăturilor din 2012 a fost deschis pentru prima oară, dezvăluind în interiorul său un alt sicriu din plumb. Cercetările cu un endoscop au relevat prezența unui schelet împreună cu păr mort și fragmente de giulgiu și frânghie. S-a presupus la început că scheletul este de bărbat, probabil al unui cavaler denumit Sir William de Moton despre care se știa că a fost înmormântat acolo, dar o analiză ulterioară a arătat ca este al unei femei—poate dintr-o familie nobilă de ctitori. Nu era neapărat localnică, întrucât sicriele de plumb se foloseau pentru transportul osemintelor la distanțe mari.

## Planurile pentru reînhumare
Planul Universității din Leicester de a-l înmormânta pe Richard în Catedrala Leicester este în acord cu normele legale britanice prin care trupurile găsite în morminte creștine descoperite de arheologi trebuie reînmormântate fie în cel mai apropiat loc sfințit, fie în mormântul inițial și a fost una dintre condițiile acordării licenței de exhumare a rămășițelor umane găsite în urma săpăturilor, licență primită de la Ministerul Justiției. Familia regală britanică nu a revendicat rămășițele – regina Elisabeta a II-a ar fi fost consultată, dar ar fi respins ideea unei înmormântări regale – astfel că Ministerul Justiției a confirmat la început că Universitatea din Leicester va lua decizia finală privind locul de reînhumare a osemintelor. David Monteith, cancelarul canonic al Catedralei Leicester, a spus că scheletul lui Richard va fi reînhumat în catedrală la începutul lui 2014 într-o ceremonie oficiată de ierarhi creștini, dar de natură ecumenică, nu o reînmormântare formală, ci mai degrabă o slujbă de pomenire, întrucât slujba de înmormântare s-ar fi ținut la data primei înhumări.

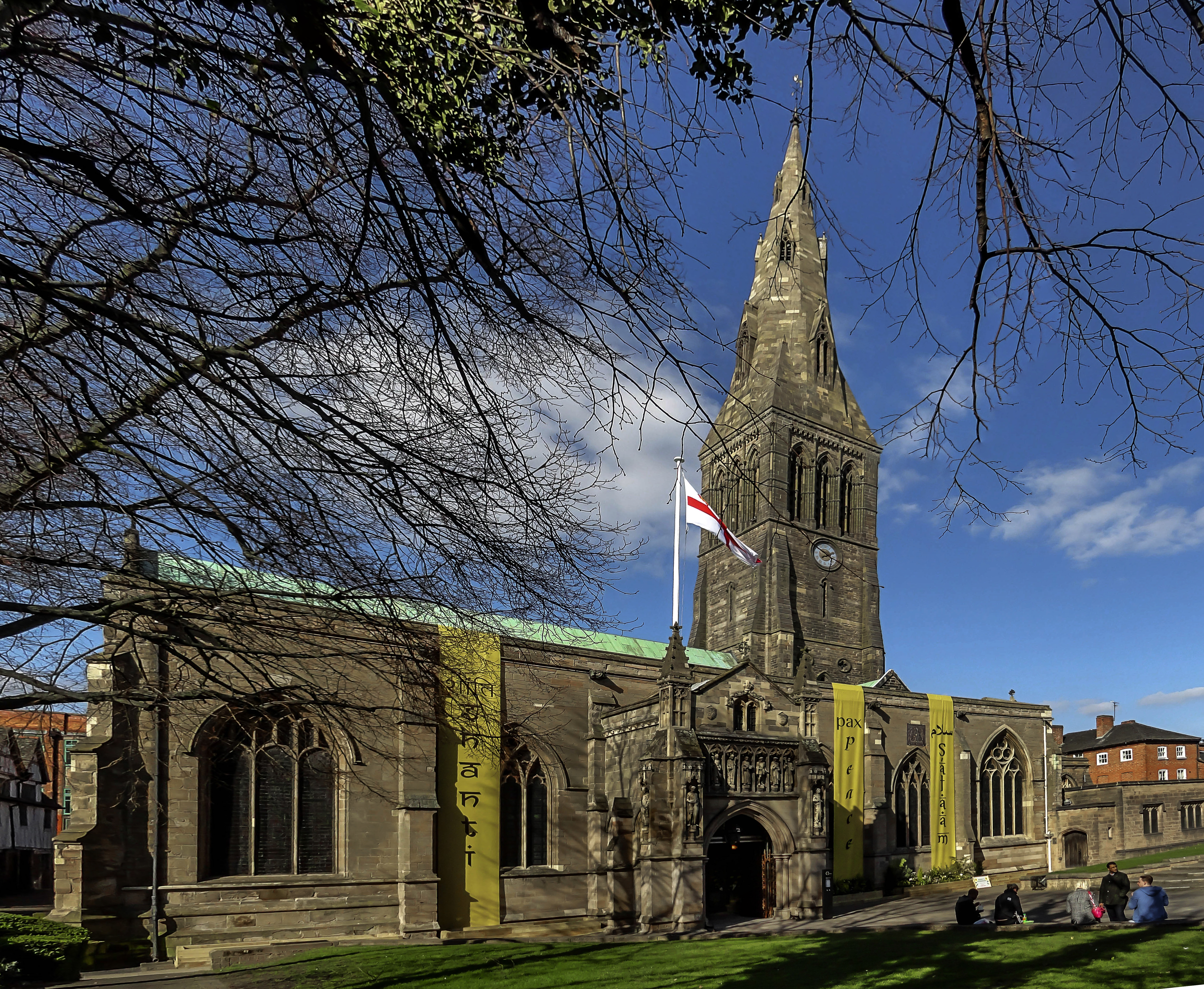
Catedrala Leicester, unde a fost înmormântat din nou Richard al III-lea în martie 2015

Alegerea locului înmormântării s-a dovedit controversată și s-au făcut propuneri ca Richard să fie îngropat în locuri pe care unele persoane le considerau a fi mai potrivite pentru un monarh romano-catolic și yorkist}. S-au lansat petiții online prin care se cerea înmormântarea lui Richard la Abația Westminster, unde sunt înmormântați alți 17 regi englezi și britanici; Catedrala York⁠(en)[traduceți], despre care unii afirmă că ar fi fost locul preferat de însuși Richard; catedrala romano-catolică Arundel⁠(en)[traduceți]; sau chiar înapoi în parcarea din Leicester unde a fost găsit. Doar două opțiuni au căpătat susținere semnificativă din partea opiniei publice, Leicester primind cu 3.100 semnături mai mult ca York. Problema a fost discutată în Parlament; parlamentarul conservator și istoricul Chris Skidmore⁠(en)[traduceți] a propus să se țină funeralii naționale, iar John Mann⁠(en)[traduceți], parlamentar laburist de Bassetlaw, a sugerat ca trupul să fie înmormântat la Worksop în circumscripția sa – la jumătatea drumului între York și Leicester. În Leicester, toate aceste opțiuni au fost respinse, primarul Peter Soulsby⁠(en)[traduceți] declarând: „aceste oseminte vor pleca din Leicester doar peste cadavrul meu.”
După ce „Plantagenet Alliance⁠(en)[traduceți]”, un grup ce susține că reprezintă urmașii colaterali ai lui Richard, a inițiat o acțiune în instanță, locul de înmormântare a rămas nesigur timp de aproape un an. Grupul, care susține că este „reprezentanții și vocea Majestății Sale”, a cerut ca Richard să fie înmormântat în Catedrala York, ceea ce ei susțin că ar fi fost „dorința” acestuia. Decanul⁠(en)[traduceți] Leicesterului a spus că această acțiune este „lipsă de respect”, și a afirmat că catedrala nu va investi niciun ban până când se va lămuri chestiunea. Istoricii au afirmat că nu există dovezi că Richard al III-lea ar fi dorit să fie înmormântat în York. Mark Ormrod de la Universitatea din York⁠(en)[traduceți] și-a exprimat scepticismul față de ideea că Richard ar fi făcut vreun plan pentru propria sa înmormântare. Poziția Plantagenet Alliance a fost contestată. Matematicianul Rob Eastaway⁠(en)[traduceți] a calculat că Richard al III-lea s-ar putea să aibă milioane de descendenți colaterali în viață, afirmând că „toți ar trebui să avem ocazia să votăm în problema Leicester contra York”.
În august 2013, judecătorul Haddon-Cave⁠(en)[traduceți] a acordat permisiunea de revizuire judiciară, întrucât planurile inițiale ignorau datoria cutumiară de a efectua „largi consultații pe tema a cum și unde să se reînhumeze rămășițele lui Richard al III-lea”. Revizuirea judiciară s-a deschis la 13 martie 2014 și era de așteptat să dureze două zile, dar hotărârea a fost amânată timp de patru până la șase săptămâni. judecătoarea Hallett⁠(en)[traduceți], împreună cu judecătorii Ouseley⁠(en)[traduceți] și Haddon-Cave, au afirmat că instanța își va lua timp pentru a reflecta asupra chestiunii. La 23 mai, Înalta Curte a hotărât că nu există „o datorie de a consulta” și ca „nicio lege publică nu acordă Curții dreptul de a interveni”, astfel încât înmormântarea de la Leicester putea avea loc. Costul acestui litigiu a fost de 245.000 de lire – mult mai mare decât costul cercetărilor arheologice inițiale.

### Înhumarea și comemorarea

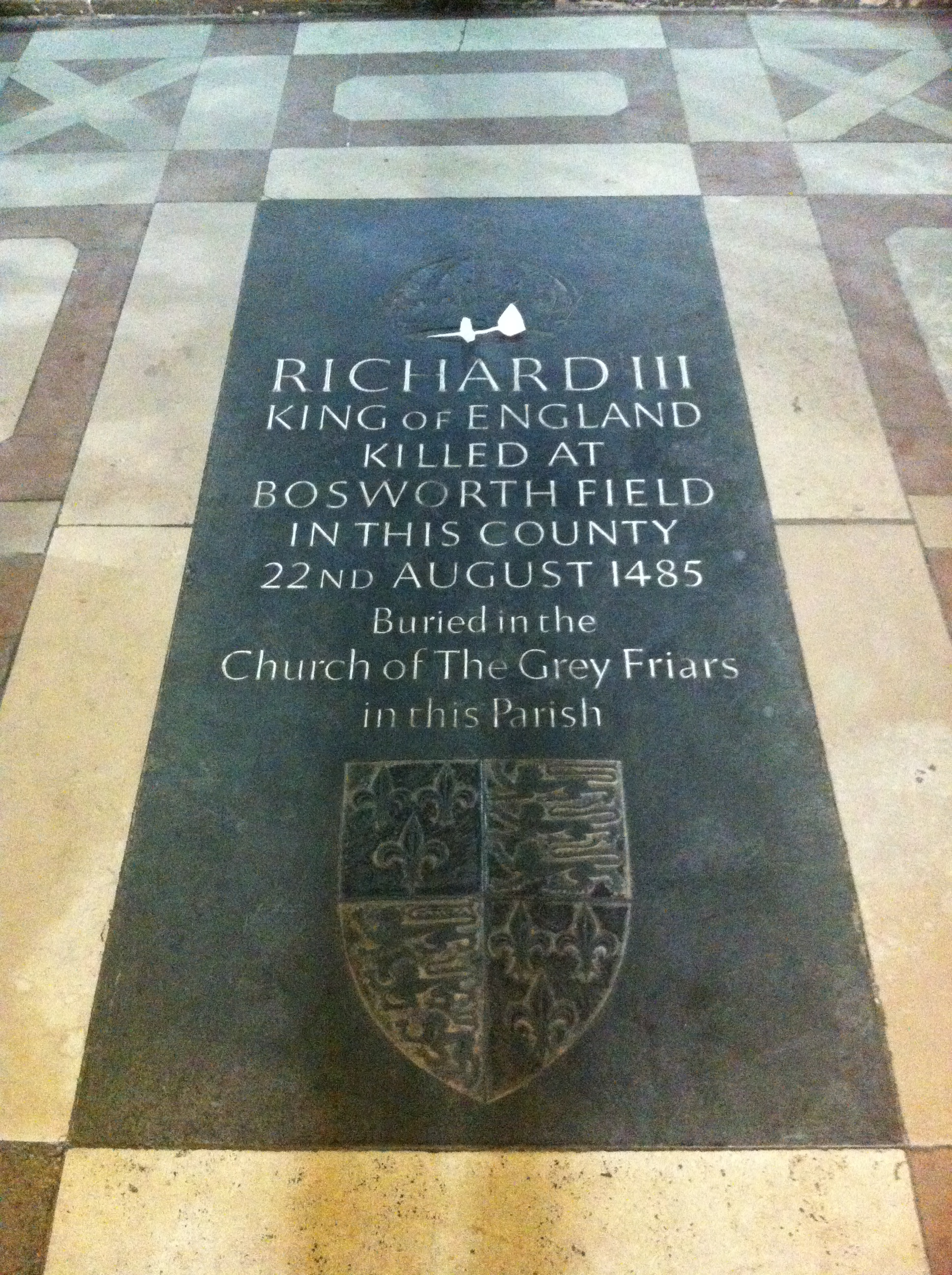
Fostul memorial al lui Richard al III-lea din Catedrala Leicester, astăzi înlocuit de mormântul său

În februarie 2013, Catedrala Leicester a anunțat o procedură și un orar pentru reînhumarea osemintelor lui Richard. Autoritățile catedralei plănuiau să-l înmormânteze la „loc de cinste” în catedrală. Planurile inițiale pentru o lespede plată, poate o modificare a plăcii memoriale din 1982, s-au dovedit nepopulare. Un mormânt înălțat era cea mai populara opțiune în rândul membrilor Societății Richard al III-lea și în sondajele efectuate în rândul cetățenilor din Leicester. În iunie 2014, designul a fost anunțat, sub forma unui mormânt înălțat, din piatră de Swaledale⁠(en)[traduceți]. În iunie 2014, statuia lui Richard al III-lea care stătuse în Grădinile Castelului din Leicester a fost mutată în Grădinile Catedralei, reamenajate și redeschise la 5 iulie 2014.
Noua slujbă de înmormântare a avut loc într-o săptămână de evenimente între 22 și 27 martie 2015.
- 22 martie 2015: osemintele lui Richard au fost sigilate într-un osuar placat în interior cu plumb și pus într-un sicriu de lemn.[111] Rămășițele au fost mutate de la Universitatea din Leicester la Catedrala Leicester, fiind purtate prin locul bătăliei de la Bosworth de la Ferma Fenn Hill și prin Dadlington, Sutton Cheney, Centrul Istoric al Câmpului de Luptă Bosworth și prin Market Bosworth⁠(en)[traduceți] refăcând parte din ultimul drum al lui Richard.[79][112] Sicriul, confecționat de urmașul lui Richard Michael Ibsen din lemn de stejar englezesc de pe moșia ducatului de Cornwall⁠(en)[traduceți][58] a fost transferat dintr-un dric cu motor pe unul tras de patru cai pentru a reintra în Leicester.[113]
- 23 – 25 martie 2015: Osemintele sunt depuse în Catedrală. Timpul de așteptare pentru a vedea sicriul depășea patru ore.[114]
- 23 martie 2015: Cardinalul Vincent Nichols⁠(en)[traduceți], arhiepiscop de Westminster⁠(en)[traduceți], a oficiat o liturghie cu slujbă de pomenire a sufletului lui Richard al III-lea la Mănăstirea Sfintei Cruci, Leicester⁠(en)[traduceți], biserica parohiei catolice, și la biserica „Sfânta Cruce”⁠(en)[traduceți].
- 26 martie 2015: Înmormântarea în prezența arhiepiscopului de Canterbury, Justin Welby⁠(en)[traduceți], și a înalților ierarhi ai altor culte creștine. Slujba, transmisă în direct de Channel 4⁠(en)[traduceți], a inclus rugăciuni de pomenire pentru Richard al III-lea și pentru victimele bătăliei de la Bosworth și ale altor conflicte. Actorul Benedict Cumberbatch, rudă îndepărtată a lui Richard al III-lea, a citit o poezie scrisă special de către poeta laureat⁠(en)[traduceți], Carol Ann Duffy⁠(en)[traduceți].[115][116] Familia regală a fost reprezentată de Sophie, Contesă de Wessex și de Prințul Richard, Duce de Gloucester și de soția sa, Birgitte, Ducesă de Gloucester. Muzica intonată în timpul slujbei a cuprins interpretarea Psalmului 138⁠(en)[traduceți] de către Leonel Power⁠(en)[traduceți]; Ghostly Grace, imn compus pentru slujbă de Judith Bingham⁠(en)[traduceți]; Psalmul 150⁠(en)[traduceți] interpretat de Philip Moore⁠(en)[traduceți]; și „God Save the Queen” cântat de Judith Weir.[117]
- 27 martie 2015: Deschiderea posibilității de vizitare publică a mormântului, urmată de comemorări în orașul Leicester.[118]

## Reacții

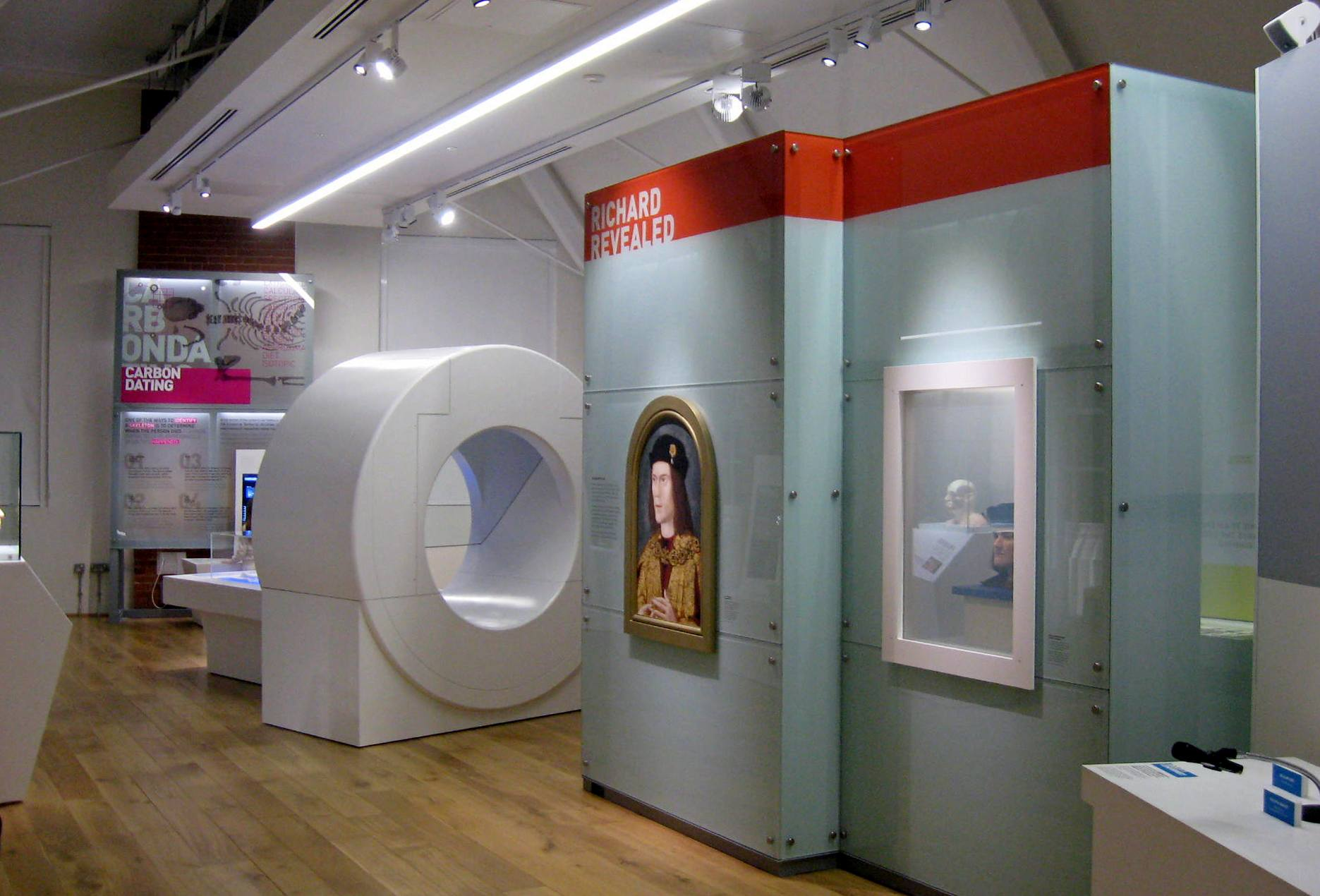
Una dintre galeriile din centrul pentru vizitatori Richard al III-lea din Leicester

După descoperire, Consiliul Local Leicester a format o expoziție temporară despre Richard al III-lea în Casa medievală a Breslelor⁠(en)[traduceți]. Consiliul a anunțat că va înființa o expoziție permanentă și că va aloca 850.000 de lire pentru a achiziționa terenul St Martin's Place, fost în proprietatea Leicester Grammar School din Peacock Lane, vis-a-vis de catedrală. Terenul este adiacent parcării în care a fost găsit scheletul și care se suprapune parțial peste altarul bisericii mănăstirii Greyfriars. El a fost transformat într-un centru de vizitare de 4,5 milioane de lire în care se spune povestea vieții, morții, înmormântării și redescoperirii lui Richard, cu artifacte asociate săpăturilor, între care cizmele de cauciuc ale Philippei Langley și pălăria și jacheta reflectorizantă purtate de arheologul Mathew Morris în ziua în care a găsit scheletul lui Richard. Vizitatorii pot vedea locul mormântului printr-o podea de sticlă. Consiliul local a anticipat c[ centrul dedicat turiștilor, care a fost inaugurat în iulie 2014, va atrage peste 100.000 de vizitatori anual.
În Norvegia, arheologul Øystein Ekroll și-a exprimat speranța că interesul stârnit de descoperirea regelui englez va contamina și țara sa. Spre deosebire de Anglia unde, cu posibila excepție a lui Edward al V-lea, toți regii începând cu cei din secolul al XI-lea au fost descoperiți, în Norvegia circa 25 de regi medievali sunt înmormântați în morminte nemarcate în toată țara. Ekroll a propus să se înceapă cu Harald Hardrada, care a fost probabil înmormântat anonim la Trondheim, sub ceea ce astăzi este un drum public. O tentativă anterioară de exhumare a lui Harald în 2006 fusese blocată de Direcția Norvegiană pentru Moștenirea Istorică⁠(en)[traduceți] (în norvegiană Riksantikvaren).
Richard Buckley de la Serviciul Arheologic al Universității din Leicester, care la început declarase că dacă îl descoperă pe Richard, „îmi mănânc pălăria”, și-a împlinit promisiunea mâncând un tort în formă de pălărie pregătit de un coleg. Buckley a afirmat apoi:
„În acest proiect s-a utilizat cercetare științifică de avangardă și munca de-abia a început. Descoperirile noastre, cum ar fi foarte precisa datare cu radiocarbon și probele medicale, vor servi ca piatră de temelie pentru alte studii. Și este, desigur, o poveste incredibilă. El a fost o figură controversată, oamenilor le place ideea că a fost găsit sub o parcare, totul s-a desfășurat într-un fel de-a dreptul uluitor. N-ai cum să inventezi așa ceva.”